# شانيشاي شونهافان
شانيشاي شونهافان (بالتايلندية:ชาติชาย ชุณหะวัณ) (مواليد 5 أبريل 1920 توفي 6 مايو 1998) كان شانيشاي الابن الوحيد للمشير شونهافن فين من أصول صينية تايلاندية وهو سياسي مخضرم شغل منصب وزير الخارجية في تايلاند من عام 1975-1976 وفي عام 1988 حقق حزب شارت تاي الأغلبية في انتخابات برلمان تايلاند وأستطاع زعيم الحزب شانيشاي شونهافان أن يصبح رئيس الوزراء وتمكنت حكومة شانيشاي من تحقيق تحسن في العلاقات معا الجارتين لاوس وكمبوديا وتطوير التجارة المشتركة معهم وتطوير البنية التحتية يوم 23 فبراير 1991 أطيح بحكومة شانيشاي شونهافان بأنقلاب عسكري يقودة الجنرال بريم تينسولانوندا وفي يوم 6 مايو 1998 توفي في لندن متأثرا في سرطان الكبد 

## روابط خارجية
- شانيشاي شونهافان على موقع مونزينجر (الألمانية)